# Rauhautfledermaus
Die Rauhautfledermaus (Pipistrellus nathusii) gehört zu der Familie der Glattnasen und ist innerhalb ihrer Gattung die größte Fledermausart. Der wissenschaftliche Artname ehrt den deutschen Züchtungsforscher Hermann Engelhard von Nathusius (1809–1879).

## Merkmale
Sie erreicht maximal eine Körpergröße um die 5 bis 6 Zentimetern und eine Spannweite bis zu 25 Zentimetern bei einem Gewicht von 6 bis 10 Gramm. Von ihrem Aussehen her ist sie leicht mit den anderen Zwergfledermäusen zu verwechseln. Ein gutes Unterscheidungsmerkmal zur Zwerg- und Mückenfledermaus ist der 5. Finger, der bei der Rauhautfledermaus meist länger ist. Ihre Beute jagt sie mit Echoortungslauten meist zwischen 37 und 41 kHz, bei gleichzeitiger Jagd mehrerer Individuen etwas tiefer zwischen 30 und 37 kHz.

## Lebensraum & Ernährung
Sie ernährt sich von kleinen Insekten, die meist entlang von Baumreihen, Waldrändern, über Gewässern oder im Siedlungsbereich in Parks und in der Nähe von Straßenlaternen gefangen werden.

## Quartiere
Die Sommerquartiere der Rauhautfledermaus sind Spaltenquartiere wie z. B. Stammrisse, Baumhöhlen und Felsspalten, man findet sie jedoch auch an Gebäuden, z. B. hinter Holzverkleidungen. Im Winter bezieht die Art oft Holzstapel oder Baumhöhlen.

## Vorkommen

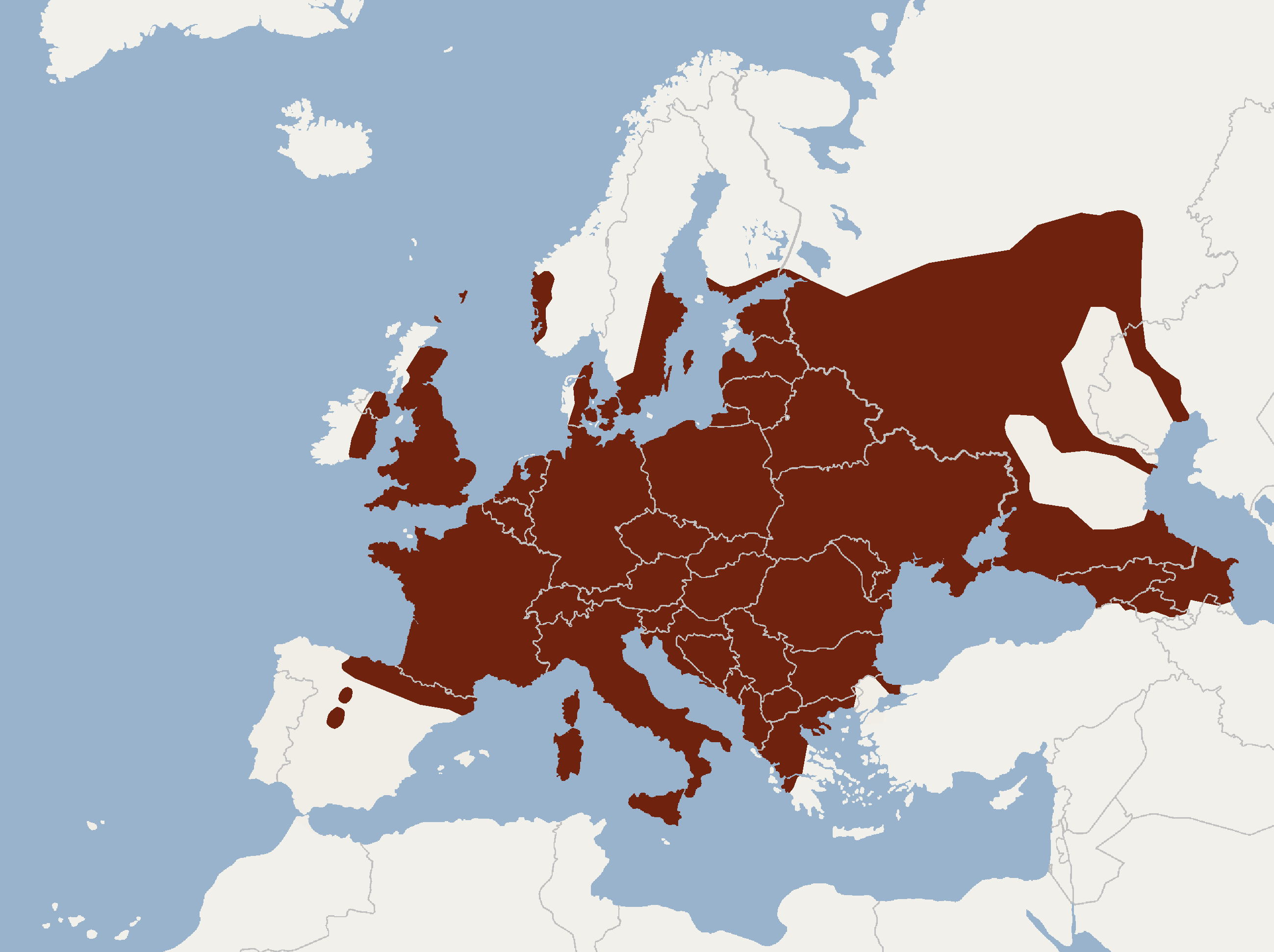
Verbreitungsgebiet der Rauhautfledermaus

Die Jungenaufzucht findet in Nord- und Osteuropa statt. Über den Winter zieht sie nach Mittel- und Südeuropa. Im Gegensatz zu anderen Arten der gemäßigten Breiten wie die Nordfledermaus oder die Teichfledermaus gehört die Rauhautfledermaus zu den Langstreckenziehern, bei einzelnen Exemplaren wurden Strecken über 2200 km beobachtet.

## Systematik
Die Rauhautfledermaus gehört zur Gattung der Zwergfledermäuse (Pipistrellus), die weltweit rund 35 Arten umfasst. In Europa leben vier weitere Arten, die Weißrandfledermaus (Pipistrellus kuhlii), die Zwergfledermaus (Pipistrellus pipistrellus), die Mückenfledermaus (Pipistrellus pygmaeus) und die Madeira-Fledermaus (Pipistrellus maderensis).

## Bedrohung
Wie viele andere Arten der Fledermäuse ist auch die Rauhautfledermaus durch mangelnde Quartierangebote bzw. durch Quartierverluste gefährdet, beispielsweise durch die Vernichtung von Altholzbeständen und von Auwäldern durch Maßnahmen der Forstwirtschaft. Auch geht eine gewisse Gefährdung von Maßnahmen der Insektenvernichtung sowie von Windkraftanlagen aus. Andererseits soll in Norddeutschland gebietsweise eine Ausbreitung der Bestände zu beobachten sein.
In der Roten Liste der BRD ist die Art als „G – gefährdete wandernde Tierart“ eingestuft, in der Roten Liste der IUCN 2006 gilt sie als least concern (geringste Besorgnis).